# Mesochorus oshobotrianus
Mesochorus oshobotrianus är en stekelart som beskrevs av Schwenke 2002. Mesochorus oshobotrianus ingår i släktet Mesochorus och familjen brokparasitsteklar. Inga underarter finns listade i Catalogue of Life.